# جابر العویسی
جابر العویسی (عربی: جابر بن محمد العويسي؛ زاده ۴ نوامبر ۱۹۸۹) یک بازیکن فوتبال اهل عمان است.
وی همچنین در تیم ملی فوتبال عمان بازی کرده‌است.